# Jaume Gustà

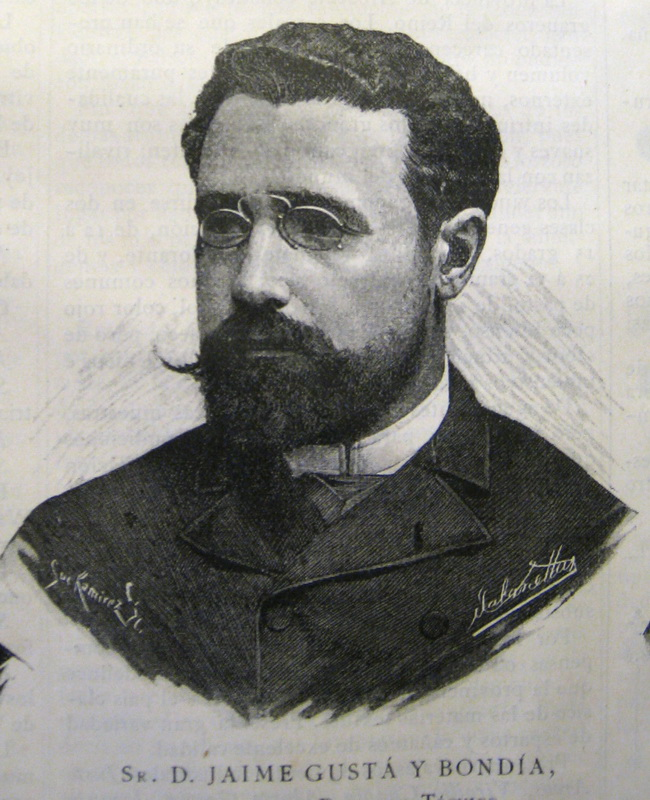
Jaume Gustà fotografiado durante su participación en la Exposición Universal de Barcelona (1888).

Jaume Gustà i Bondia (Barcelona, 1853 - Barcelona, 27 de agosto de 1932). fue un arquitecto español. Fue el arquitecto municipal de Barcelona a partir de 1916, tras la muerte de Pedro Falqués.
Licenciado en 1879 y maestro de obras desde 1872. En 1887 publicó una memoria descriptiva del monasterio de San Benito de Bages. También colaboró en la Exposición Universal de Barcelona (1888), donde construyó diversos pabellones efímeros, el más importante de los cuales fue el Palacio de la Industria.
Es autor de la sede del distrito de Sants (1895), de su casa particular sita en la Calle de Alegre de Dalt, de Barcelona (1910), por la que recibió una mención en el Concurso anual de edificios artísticos. Es el autor de la casa Monteys (Rambla de Cataluña - Calle de Valencia) y del cementerio de Sants. Su modernismo parte del gótico para suavizarlo.